# До-Гомбедан
До-Гомбедан, раннее — Догомбедан (перс. دوگنبدان‎) — город на юго-западе Ирана, в провинции Кохгилуйе и Бойерахмед. Административный центр шахрестана Гечсаран. Второй по численности населения город провинции.

## География
Город находится в южной части Кохгилуйе и Бойерахмеда, в горной местности западного Загроса, на высоте 764 метра над уровнем моря. Догонбедан расположен на расстоянии 80 километров к юго-западу от Ясуджа, административного центра провинции и на расстоянии 585 километров к югу от Тегерана, столицы страны. В окрестностях города находится значимое нефтегазовое месторождение Гечсаран.

## Население
На 2006 год население составляло 96 728 человека; в национальном составе преобладают луры и кашкайцы.
| 1996   | 2006   | 2011   | 2016   |
| ------ | ------ | ------ | ------ |
| 70 422 | 83 856 | 86 819 | 96 728 |

## Галерея

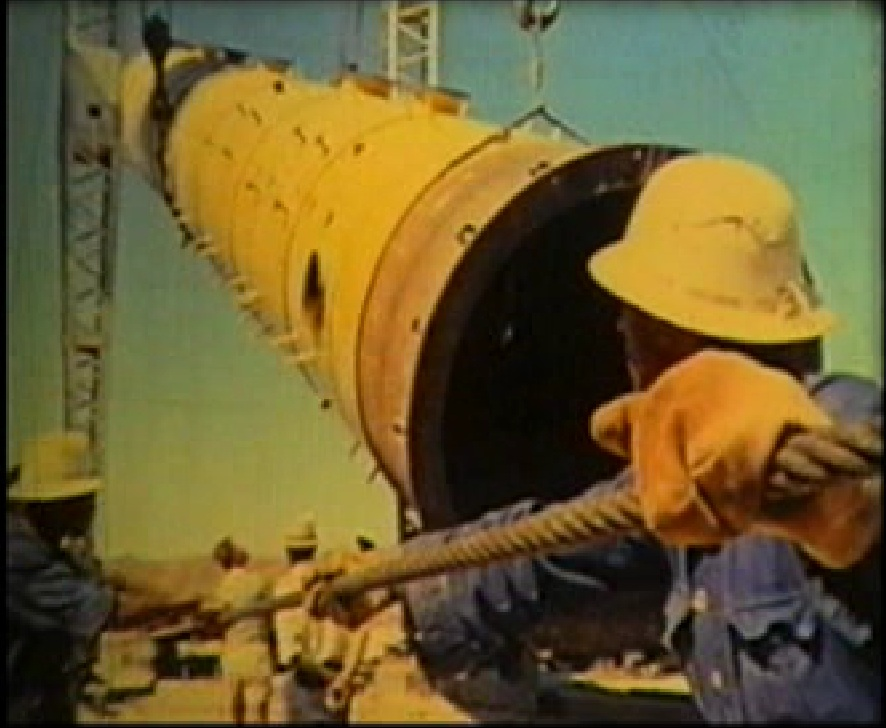
Британский штаб нефтяной компании в До-Гомбедан в 1957 году
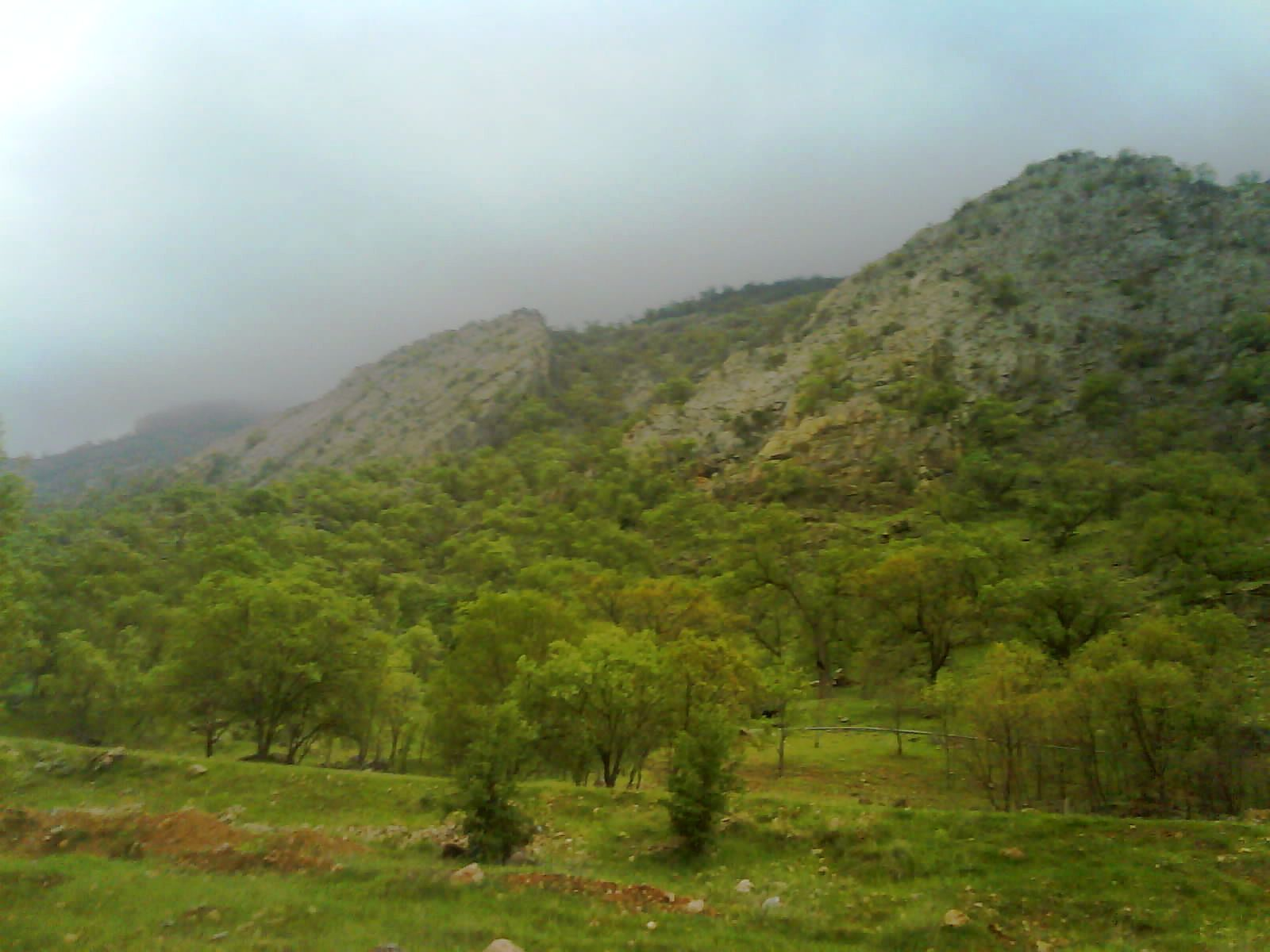
Танге вокруг города До-Гомбедан, ранняя весна
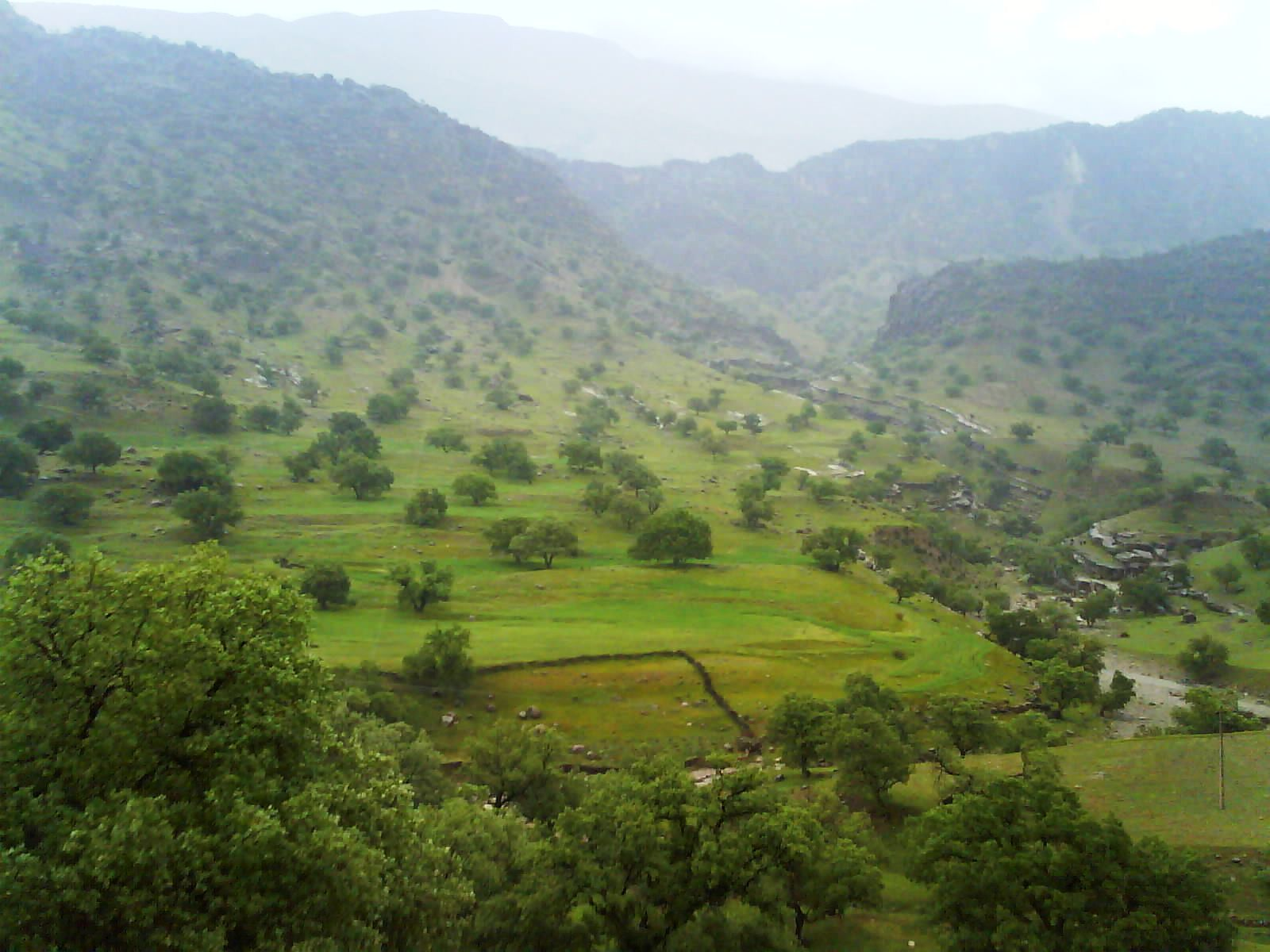
Барабар вокруг города До-Гомбедан, ранняя весна
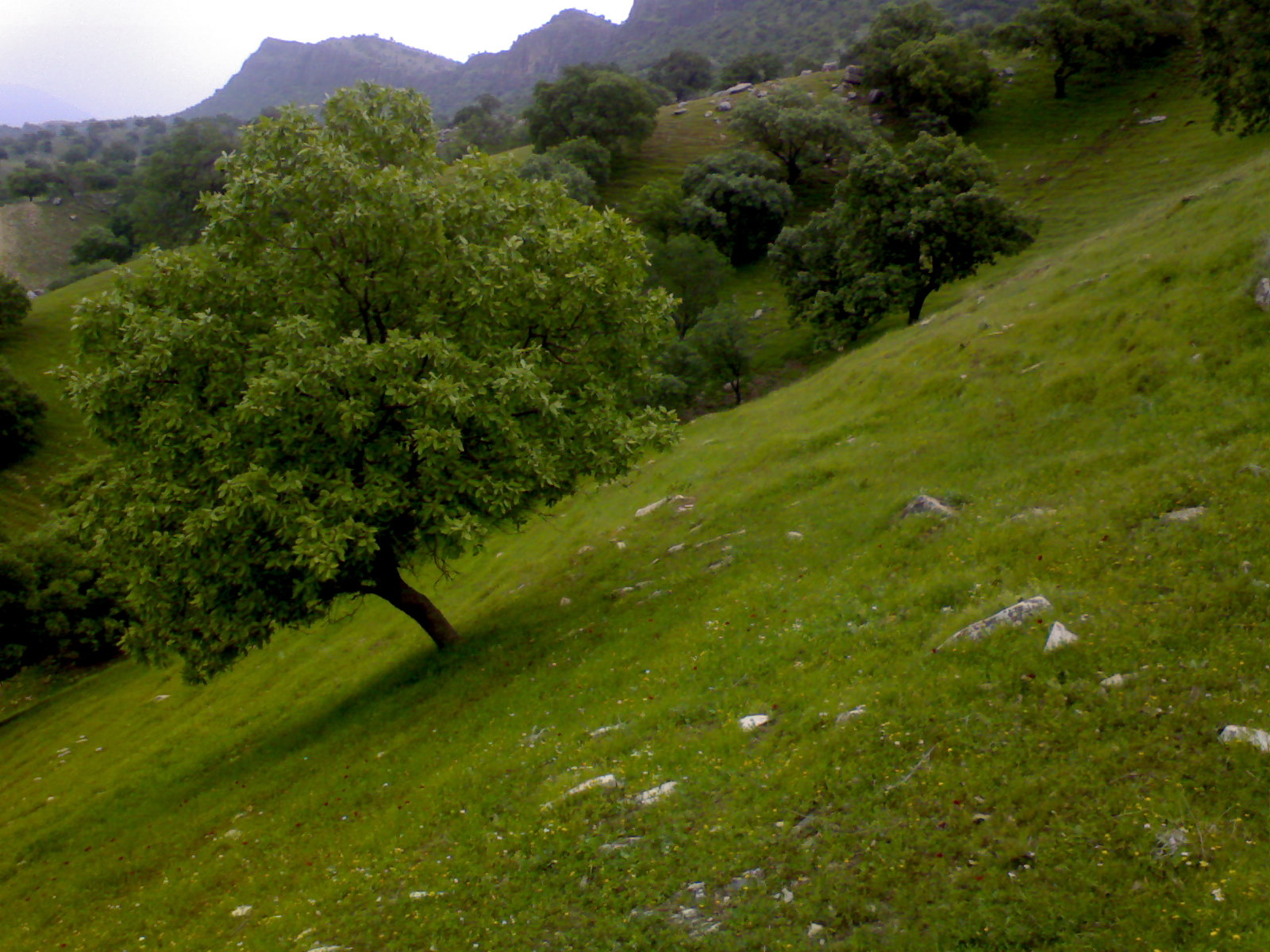
Шелалдун вокруг города До-Гомбедан, ранняя весна
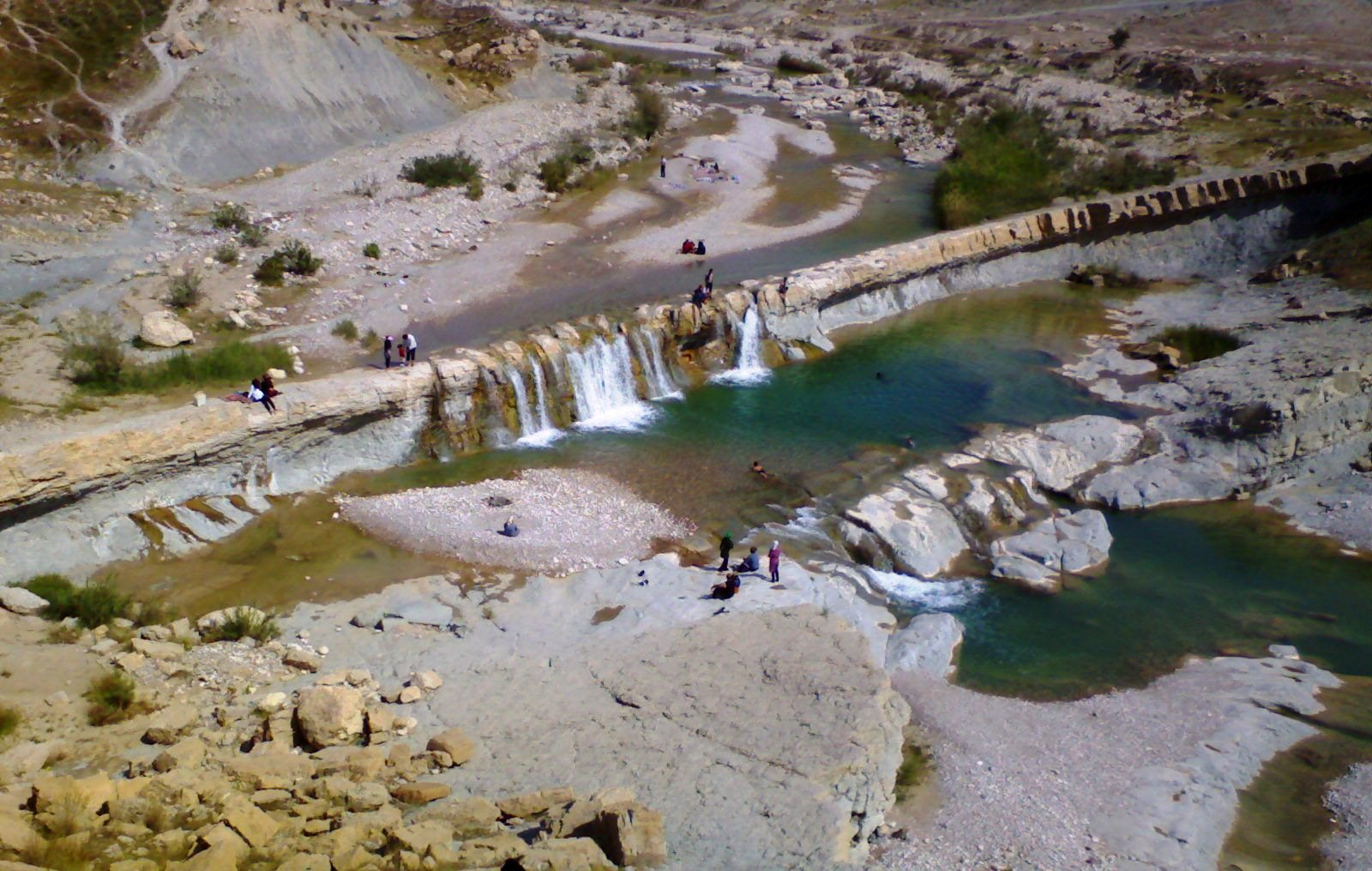
Кайванский водопад
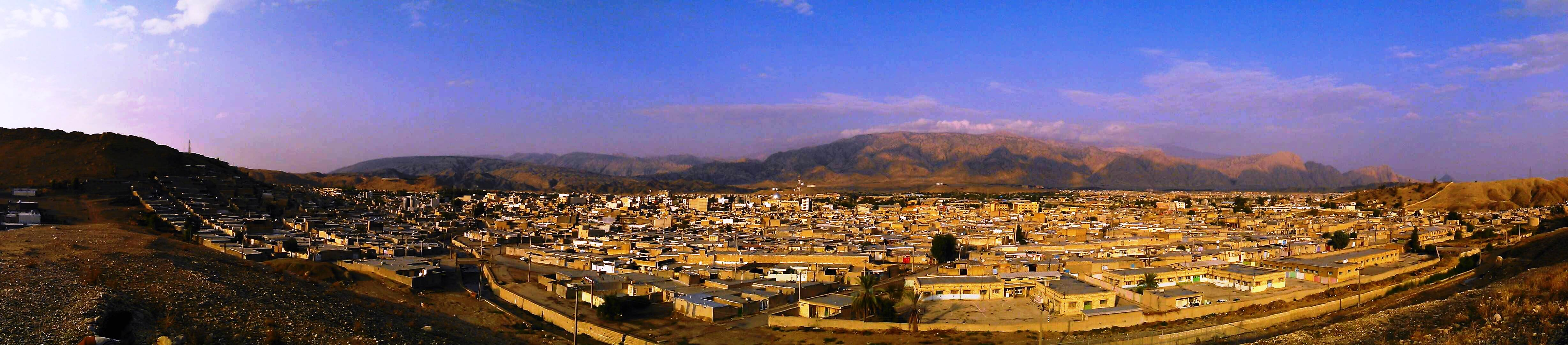
Панорама города До-Гомбедан